# 1081 Reseda
Az 1081 Reseda (ideiglenes jelöléssel 1927 QF) a Naprendszer kisbolygóövében található aszteroida. Karl Wilhelm Reinmuth fedezte fel 1927. augusztus 31-én.